# Il consigliere Krespel
Il consigliere Krespel (Rat Krespel) è un racconto di Ernst Theodor Amadeus Hoffmann pubblicato in varie versioni anche con il titolo Il violino di Cremona.
Considerato uno dei capolavori dello scrittore, Il consigliere Krespel fonde sapientemente il tragico e l'eccentrico (Sonderling) anticipando, nella figura del protagonista, alcuni aspetti dei successivi personaggi di Balzac.

## Trama
Nella città di H. il consigliere Krespel è divenuto da tempo famoso per le sue stravaganze. Oltre che al proprio lavoro di giurista e diplomatico, il consigliere si dedica alla singolare attività di acquistare antichi violini pregiati (che finiscono regolarmente smontati per studiarne la struttura interna) e di costruirne di propri, da lui suonati una volta soltanto e poi appesi al muro. Lo aiuta in questa sua strana occupazione la figlia Antonia, cantante dotata di una voce bellissima ma alla quale il padre, per qualche misterioso motivo, impedisce di esprimere il proprio talento musicale.

## Edizioni italiane
- In L'uomo della sabbia e altri racconti Traduzione di Giuseppe Bianchi, Milano, Rizzoli, 1950.
- In I Fedeli di San Serapione, introduzione di Bonaventura Tecchi, traduzione di Rosina Spaini, Gherardo Casini Editore, Roma, 1957.
- In La donna vampiro e altri racconti, traduzione di Rosa Spaini, Firenze, Sansoni, 1966.
- In Romanzi e racconti. I Confratelli di San Serapione, introduzione e nota bio-bibliografica di Claudio Magris, traduzioni di Carlo Pinelli, Alberto Spaini, Giorgio Vigolo, Einaudi, Torino, 1969.
- l violino di Cremona. nella raccolta di autori vari a cura di Gianni Pilo L'orrore della musica, Roma, Fanucci, 1991 ISBN 8834700694